# Bořivoj Borecký
Bořivoj Borecký (26. března 1922, Praha – 10. prosince 1995, tamtéž) byl český klasický filolog, literární historik, jazykovědec, vysokoškolský pedagog, překladatel a editor.

## Život
V útlém dětství ztratil otce a během studií musel překonávat existenční problémy. Maturoval roku 1941 v klasickém gymnáziu na Vinohradech, na vysokou školu však nemohl pro uzavření českých vysokých škol za nacistické okupace nastoupit. Vstoupil do odboje, roku 1942 byl gestapem zatčen a odsouzen k devíti letům vězení. Za svoji odbojovou činnost se po válce stal nositelem Československého válečného kříže 1939, Československé vojenské medaile za zásluhy I. stupně a Pamětního odznaku druhého národního odboje.
Po otevření vysokých škol vystudoval v letech 1945–1950 klasickou filologii na Filozofické fakultě Univerzity Karlovy a roku 1952 obhájil doktorskou disertační práci s názvem Výroba chleba a mouky v Pompejích. Dále se orientoval na sociální problémy a kulturu starověké řecké společnosti a roku 1964 napsal kandidátskou disertační práci Primitivní dělení společných statků, jeho termíny a přežitky v řečtině doby klasické věnovanou přežitkům archaických kmenových představ v klasické řečtině. K dalším okruhům jeho vědecké činnosti patřilo starověké řecké divadlo. Od roku 1965 působil jako docent na Katedře věd o antickém starověku, od roku 1977 jako její vedoucí. Své poznatky publikoval v celé řadě českých i zahraničních časopisů.
Velice se zasloužil o vydávání antické literatury, jejíž díla zpřístupňoval předmluvami, doslovy a některé i svými překlady. Patřil rovněž k autorům řady encyklopedií a slovníků, kterými se podílel na oživení zájmu o antickou kulturu. V rukopise zanechal obsáhlou práci o řecké tragédii.

## Výběrová bibliografie

### Vědecké a populárně naučné práce
- Výroba chleba v Pompejích (1951), doktorská disertační práce.
- Kladensko v revolučních letech 1917-1921, Praha: Státní nakladatelství politické literatury 1954.
- Antická kultura, Praha: Orbis 1961, vedoucí autorského kolektivu (autor přemluvy a části s názvem Řecká literatura).
- Primitivní dělení společných statků, jeho termíny a přežitky v řečtině doby klasické (1964), kandidátská disertační prácw.
- Survivals of some tribal ideas in classical Greek (Přežitky některých kmenových představ v klasické řečtině), Praha: SPN 1965, překlad předcházející práce považované za nejvýznamnější Boreckého dílo. Rozborem terminologie antických autorů pro dělení společných statků dochází autor k závěrům o postavení člověka v tehdejší společnosti.[3]
- Encyklopedie antiky, Praha: Academia 1973, spoluautor.
- Slovník latinských spisovatelů , 	Praha: Odeon 1984, spoluautor.
- Slovník spisovatelů. Řecko: antická, byzantská a novořecká literatura, Praha: Odeon 1975, vedoucí autorského kolektivu společně s Růženou Dostálovou.

### Překlady, doslovy a předmluvy
- Ovidius: Žalozpěvy, Praha: SNKLHU 1953, předmluva.
- Petronius: Hostina u Trimalchiona, Praha: SNKLHU 1959, předmluva.
- Antické novely, Praha: SNKLU 1965, komentovaný a vysvětlujícím doslovem opatřený překlad starověkých řeckých a římských povídek a novel, spolupřekladatel.
- Ovidius: Kalendář; Žalozpěvy; Listy z Pontu, Praha: Odeon 1966, doslov.
- Aischylos: Prométheus, Praha: Orbis 1969, doslov.
- Antické tragédie, Praha: Odeon 1970, doslov.
- Láska a dobrodružství, Praha: Odeon, 1971, první svazek osmidílného cyklu Antická próza, uspořádání výboru a předmluva.
- Láska a válka, Praha: Odeon, 1971, druhý svazek osmidílného cyklu Antická próza, uspořádání výboru a předmluva.
- Hérodotos: Dějiny, Praha: Odeon 1972, předmluva.
- O cizích osudech, Praha: Odeon, 1972, třetí svazek osmidílného cyklu Antická próza, uspořádání výboru a doslov.
- O vlastním osudu, Praha: Odeon, 1973, čtvrtý svazek osmidílného cyklu Antická próza, uspořádání výboru a doslov.
- Tribuni výmluvnost, Praha: Odeon, 1974, pátý svazek osmidílného cyklu Antická próza, uspořádání výboru a doslov.
- Píši Ti, příteli, Praha: Odeon, 1975, šestý svazek osmidílného cyklu Antická próza, uspořádání výboru a doslov.
- Sofoklés: Tragédie, Praha: Svoboda, 1975, předmluva.
- Báje a povídky, Praha: Odeon, 1976, sedmý svazek osmidílného cyklu Antická próza, uspořádání výboru a doslov.
- Dialog a satira, Praha: Odeon, 1977, osmý svazek osmidílného cyklu Antická próza, uspořádání výboru a doslov